# Johann Valentin Thoman

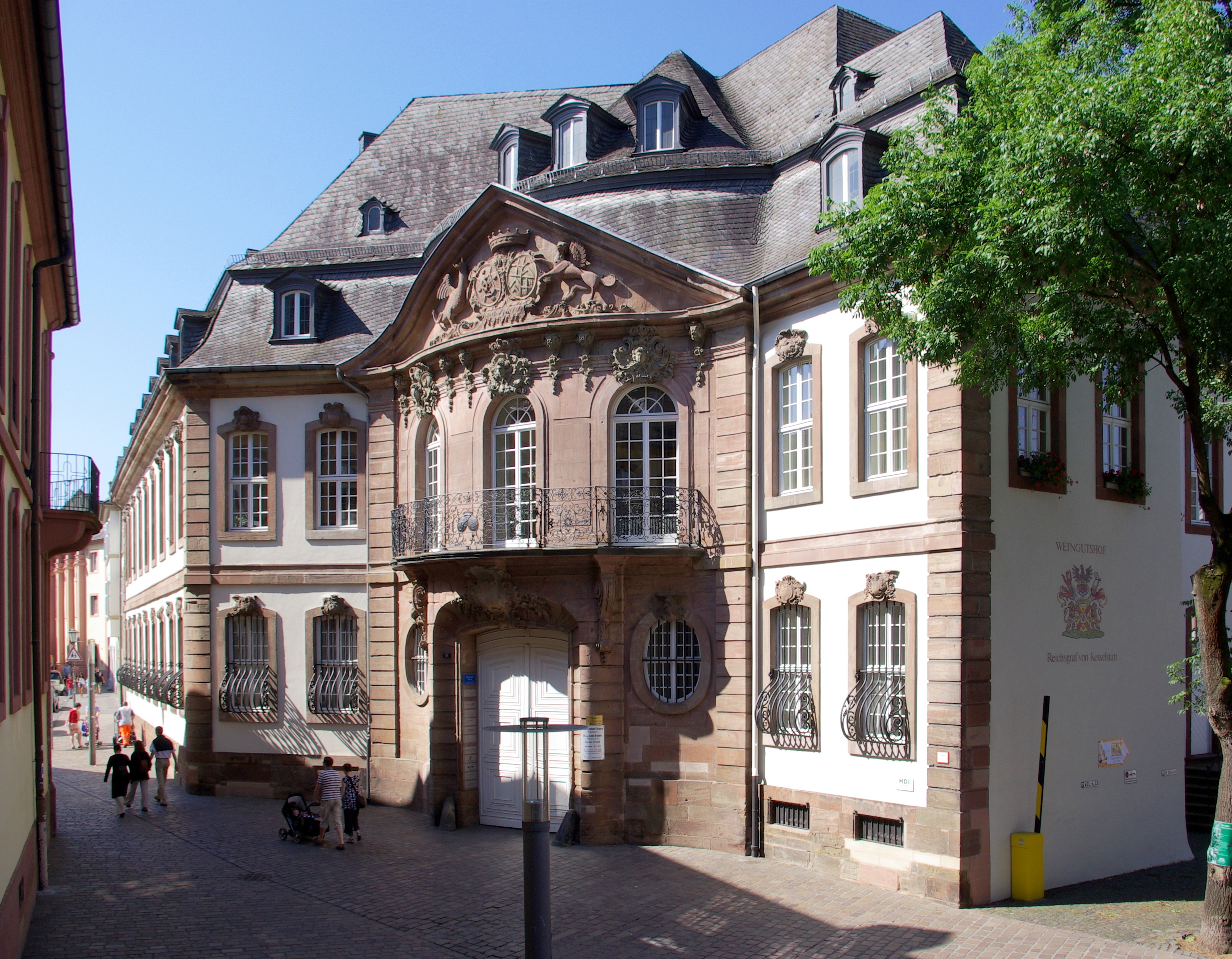
Palais Kesselstatt in Trier

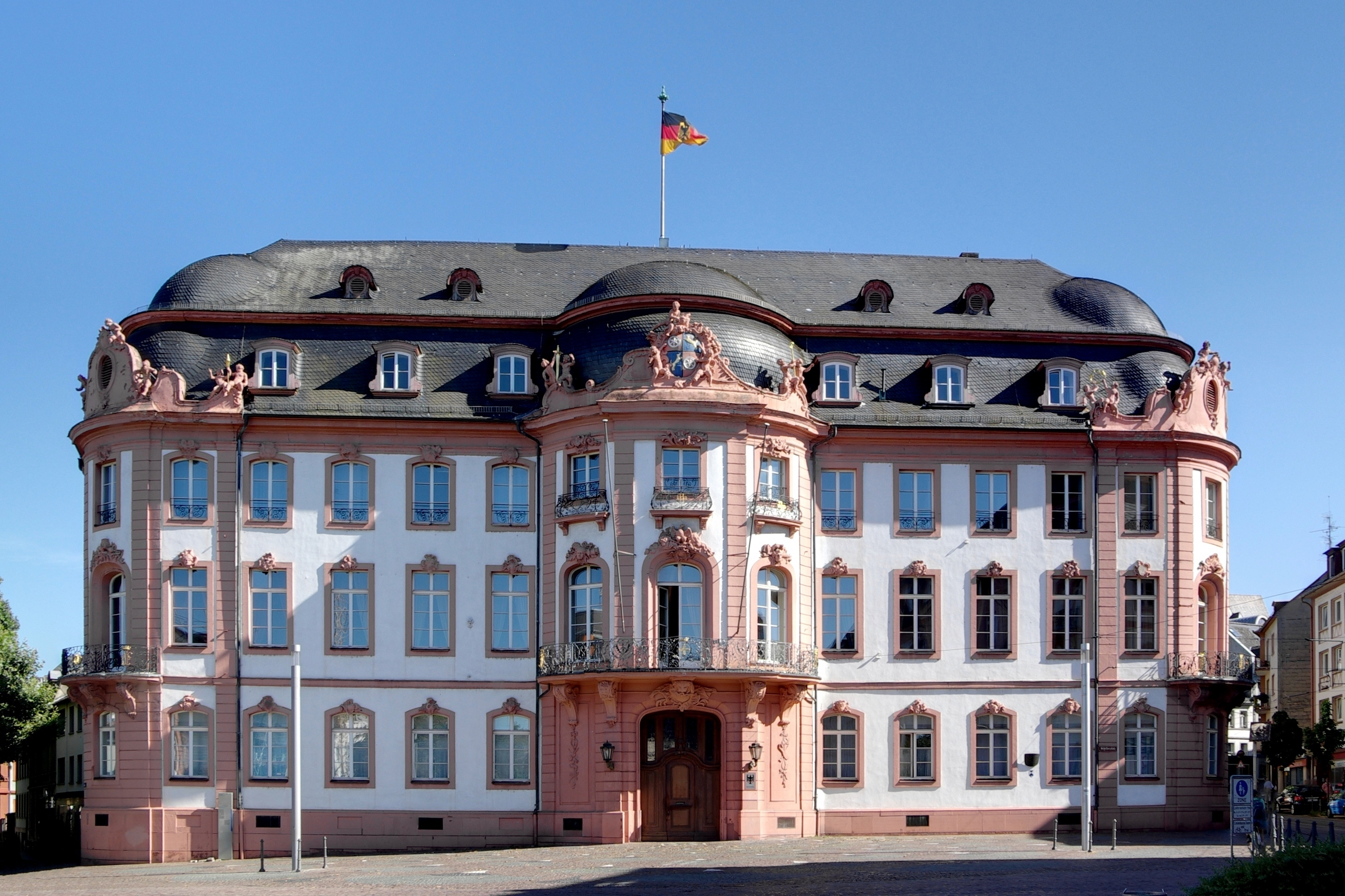
Osteiner Hof in Mainz

Johann Valentin Thoman (* 30. Oktober 1695 in Mainz; † 29. Dezember 1777 ebenda) war ein deutscher Architekt und Ingenieur im Hohen Erzstift Mainz. Sein Lehrer und Ziehvater war der Ingenieur-Offizier und Festungsarchitekt Maximilian von Welsch. 
Als Soldat diente er als Generalmajor in Mainz und Trier sowie als General-Feldmarschall-Lieutenant und Obrist des oberrheinischen Kreisinfanterieregiments Pfalz-Zweibrücken.
Er war an vielen Baumaßnahmen in Trier, Mainz, Gernsheim und Speyer beteiligt.
- St. Peter (Mainz) (1749 bis 1756)
- Mainzer Dom
- barocke Domhäuser in Mainz
- Osteiner Hof in Mainz (1747 bis 1752)
- Kloster Eibingen (1737)
- Palais Kesselstatt in Trier (1740 bis 1746), mit origineller Lösung einer einknickenden Fassade, die einen Vorplatz bildet, mit gegenläufig gekurvtem Risaliten
- Abtskirche des Klosters Amorbach im Odenwald
- Pfarrkirche St. Magdalenen in Gernsheim (1750 bis 1753)
- Palais Ostein in Geisenheim, Entwürfe, 1766–1771 erbaut

## Weblink
| Personendaten    | Personendaten                 |
| ---------------- | ----------------------------- |
| NAME             | Thoman, Johann Valentin       |
| ALTERNATIVNAMEN  | Thoman, Johann Anton Valentin |
| KURZBESCHREIBUNG | deutscher Architekt           |
| GEBURTSDATUM     | 30. Oktober 1695              |
| GEBURTSORT       | Mainz                         |
| STERBEDATUM      | 29. Dezember 1777             |
| STERBEORT        | Mainz                         |